# 加菲爾德 (新澤西州)

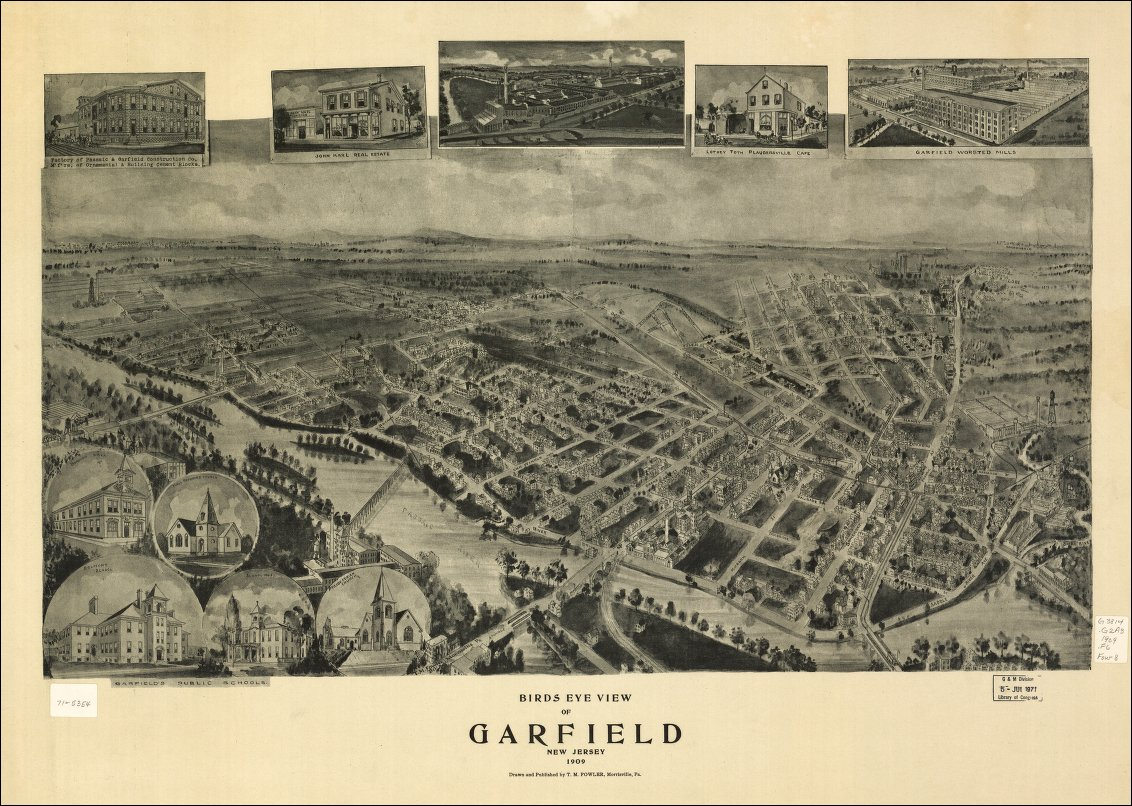
加菲爾德俯视图，memory.loc.gov

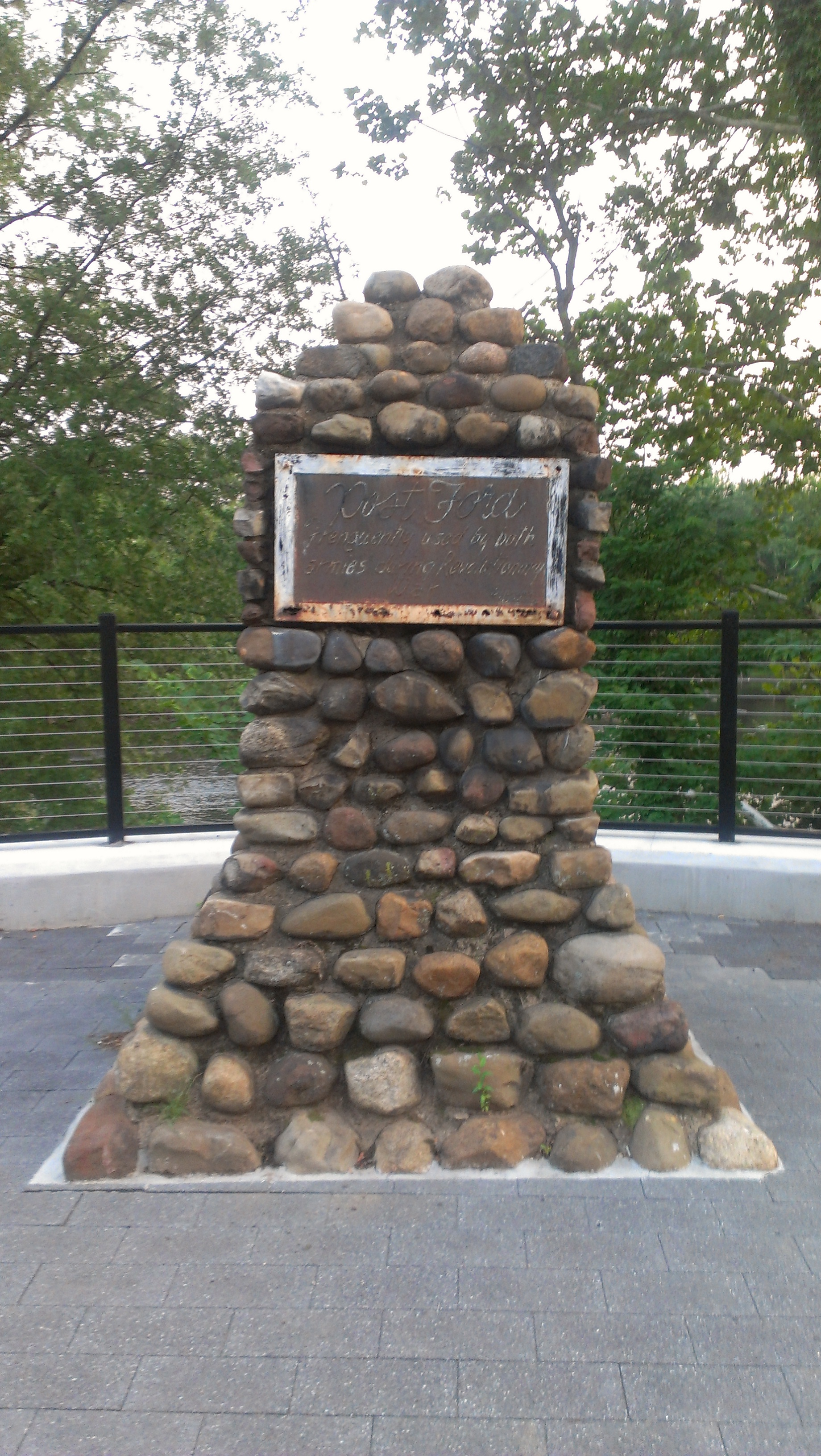
美国独立战争纪念碑

加菲爾德（英語：Garfield）是一個位於美國新澤西州伯根縣的城市。根据2020年美國人口普查的数据加菲尔德有3万2655名居民，比2010年美國人口普查的3万487人增高2168人（+7.1%）。而2010年的人口普查比2000年美国人口普查的2万9786人增高701人（+2.4%）。

## 历史
欧洲人到达之前美國原住民莱纳佩人生活在这里。1679年杰克·科特尤在帕塞伊克河附近获得了5000公顷地，这块地从一直延申到今天的格倫羅克，包括今天的加菲尔德。
1873年今天的加菲尔德建造了7座房屋，当时它叫东帕塞伊克。
1881年居民点纪念美国总统詹姆斯·艾布拉姆·加菲尔德改名。关于改名的原因有两个说法。第一个说法是加菲尔德当选总统后不久东帕塞伊克的创建者就说：“告诉所有人......不要再把这里叫做东帕塞伊克；把它叫做加菲尔德，因为这个人将把整个国家领入繁荣。”7个月后加菲尔德被刺身亡，但是这个地面保留下来。第二个说法是当地的地名是再1881年加菲尔德被刺杀后获得的，为了纪念加菲尔德当地的新火车站以他命名，使得后来周边的地方也获得了这个名字。
1898年3月15日加菲尔德被设立为一个从薩德爾布魯克和沃靈頓分出的乡镇。当时新泽西州议会设定加菲尔德今天的边界。1917年4月19日根据两天前的公投结果加菲尔德被提升为市。

## 地理
根据美国人口普查局加菲尔德面积5.67平方千米，其中包括5.47平方千米陆地面积和0.21平方千米水域面积。水域面积占总面积的3.65%。
一些未建制的居民点也位于加菲尔德境内。
加菲尔德与埃爾姆伍德帕克、洛迪、薩德爾布魯克和南哈肯薩克接壤。萨德尔河组成与沃靈頓的界河。帕塞伊克河上有3座桥，跨越帕塞伊克縣帕塞伊克和克利夫頓两座市镇的边界。

### 环境
美国环境保护局确认由于1983年加菲尔德地下水被工业废水污染导致当地地下水被六价铬污染。由于导致事故泄放3600加仑铬酸的公司已经关闭，2016年美国环境保护局决定使用联邦政府的超级基金清洁被污染地区，估计将耗资3700万美元。

## 人口
| 调查年                                                                           | 人口   | 备注         | %±     |
| -------------------------------------------------------------------------------- | ------ | ------------ | ------ |
| 1890                                                                             | 1,028  |              | —      |
| 1900                                                                             | 3,504  |              | 240.9% |
| 1910                                                                             | 10,213 |              | 191.5% |
| 1920                                                                             | 19,381 |              | 89.8%  |
| 1930                                                                             | 29,739 |              | 53.4%  |
| 1940                                                                             | 28,044 |              | −5.7%  |
| 1950                                                                             | 27,550 |              | −1.8%  |
| 1960                                                                             | 29,253 |              | 6.2%   |
| 1970                                                                             | 30,797 |              | 5.3%   |
| 1980                                                                             | 26,803 |              | −13.0% |
| 1990                                                                             | 26,727 |              | −0.3%  |
| 2000                                                                             | 29,786 |              | 11.4%  |
| 2010                                                                             | 30,487 |              | 2.4%   |
| 2020                                                                             | 32,655 |              | 7.1%   |
| 2023年估计                                                                       | 32,456 | [ 2 ] [ 19 ] | −0.6%  |
| 来源： 1890年–1920年1880年–1890年 1890年–1930年1900年–2020年 2000年 2010年2020年 |        |              |        |

根据美国社群勘测2011年到2015年的数据加菲尔德的平均年龄市35.4，比县的平均年龄低。加菲尔德是新泽西州4个平均年龄低于美国平均和州平均（37.6岁）的市镇，它的平均年龄远低于伯根县的平均（41.5岁）。
加菲尔德有一俄罗斯正教会三一教堂，伯根县西部越来越多的乌克兰裔美国人在那里做神事。

### 2010年人口普查
根據2010年美國人口普查的數據加菲尔德有居民3万487人，分1万1073个户，7718个家庭。人口密度为每平方千米5608.1人。市民中76.73%（2万3393人）是美国白人、6.50%（1981人）是非裔美国人、0.43%（132人）是美洲土著人、2.22%（678人）是亚裔美国人、0.01%（2人）是太平洋土著人、10.85%（3307人）是其他人种、3.26%（994人）是混血。西班牙裔或拉丁美洲裔的人占32.24%（9830人）。
市内1万1073个户中33.4%有18岁一下的未成年人、45.2%是结婚夫妇、17.8%是单身妇女户、30.3%不是家庭。24.7%的户是单身、9.8%的户内有65岁以上的老年人。平均每户2.75人，家庭的平均大小为3.29人。
23.3%的居民在18岁一下、9.2%在18到24岁之间、30.9%在25到44岁之间、25.4%在45到64岁之间、11.2%在65岁以上。平均年龄35.5岁。女子对男子的性别比为100：91.3。成年人的性别比是100：89.0。
人口普查局2006年到2010年的美国社群调查显示市内居民的人均年收入（2010年通货膨胀调整后的美元）为5万1407美元（误差幅度+/-1842美元），家庭的平均年收入为5万6701美元（+/-5020美元）。男子的平均年收入为4万2927美元（+/-1953美元），女子的平均年收入为3万3231美元（+/-3471美元）。人均收入为2万4022美元（+/-1348美元）。约9.8%的家庭褐13.0%的居民生活在贫困线以下，其中包括23.%的未成年人褐16.2%的老年人。
2010年市内有68户是同性伴侣。

### 2000年人口普查
根据2000年美國人口普查加菲尔德有居民2万9786人，分1万1250个户褐7425个家庭。人口密度为每平方千米5396.2人。82.11%的人是美国白人、2.98%是非裔美国人、0.33%是美国土著人、2.69%是亚裔美国人、0.01%是太平洋土著人、8.10%是其他人种、3.79%是混血。西班牙裔和拉丁美洲裔的人占20.11%。
市内的1万1250个户中30.5%有18岁以下的未成年人、46.5%是结婚夫妇、13.8%是单身妇女、34.0%不是家庭。27.4%的户是单身、12.2%有65岁以上的老年人。平均每户2.64人，家庭的平均大小为3.26人。
市民的年龄分布为22.4%在18岁以下、9.6%在18到24岁之间、33.2%在25到44岁之间、20.8%在45到64岁之间、14.1%在65岁或以上。居民的平均年龄为36岁。女子对男子的性别比为100：95.0。成年人的性别比为100：92.0。
市内居民的平均每户年收入为4万2748美元，家庭的平均年收入为5万1654美元。男子的年平均收入为3万5987美元，女子的年平均收入为2万6896美元。人均年收入为1万9530美元。约6.4%的家庭和7.8%的居民生活在贫困线以下，其中包括9.1%的未成年人和8.1%的老年人。
根据2000年的人口普查数据在加菲尔德22.9%的人说自己的祖先来自波兰，在新泽西州这是继曼維爾（23.1%）和沃靈頓（45.5%）后第三高的。

## 政府

### 地方政府
加菲尔德市政府是根据新泽西州1923年社群管理法的规章运行的，它的政府首脑由5名议员组成，他们指认一名市长。市议会成员是无党制同时选出的，任期4年。加菲尔德是新泽西州564个社群中使用这种管理方法的7个之一。2015年11月市议会以3:1的多数决定和把选举从5月推迟到11月。理由是希望以此获得更多人参加选举以及每次选举可以节省5万美元，此举同时使得当时的市政府任期延长了6个月到2016年12月末。
选举后当选的议会召开重组会议，然后从议会成员中选出一名任市长，另一名任副市长。日常市政府的机关运行由指命的属的领导组织，这些属的领导向市长报告。

### 联邦、州和县代表
加菲尔德位于第9国会选区和第35新泽西州州议会选区。

### 政治

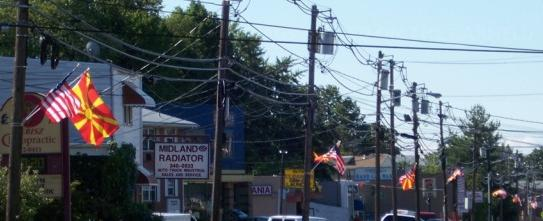
马其顿独立日时加菲尔德街上北马其顿和美国国旗

2011年3月时加菲尔德共有1万1904名登记的选民，其中3958名（33.2%，县的比率为31.7%）登记为民主党选民，1395名（11.7%，县的比率为21.1%）登记为共和黨选民，6541名（54.9%，县的比率为47.1%）登记为无党派。10名选民登记为自由意志党或美国绿党的选民。2010年人口普查时的居民中39.0%（伯根县的比率为57.1%）登记为选民，成年人的比率为50.9%（县比率为73.7%）。
2016年美國總統選舉中民主党候选人希拉蕊·柯林頓在加菲尔德获得5477张选票（57.3%，县比率为54.2%），胜过唐納·川普的3782张选票（39.6%，县比率41.1%），其他候选人获得299张选票（3.1%，县比率4.6%）。全市共有1万4816名登记选民，其中9690名参加投票，投票率为65.4%（伯根县为72.5%）。2012年美國總統選舉时民主党候选人巴拉克·歐巴馬获得5538张选票（67.1%，县比率54.8%），胜过共和党候选人米特·羅姆尼的2540张选票（30.8%，县比率43.5%），其他候选人获得96张选票（1.2%，县比率0.9%），全市有1万3183名登记选民，投票8256张，投票率为62.6%（伯根县70.4%）。2008年美国总统选举时民主党候选人巴拉克·歐巴馬获得5138张选票（59.7%，县比率53.9%），共和党候选人約翰·麥凱恩获得3315张选票（38.5%，县比率44.5%），其他候选人获得68张选票（0.8%，县比率0.8%），当时市内有1万3013名登记选民，共投8613张选票，投票率为66.2%（县比率76.8%）。2004年美国总统选举时民主党候选人约翰·克里获得4804张选票（57.8%，县比率51.7%），共和党候选人喬治·布什获得3394张选票（40.9%，县比率47.2%），其他候选人获得66张选票（0.8%，县比率0.7%），当时市内有1万2665名登记选民，投票8305张选票，投票率为65.6%（县比率76.9%）。
| 年     | 共和黨      | 民主党      |
| ------ | ----------- | ----------- |
| 2024年 | 52.5% 5,342 | 44.6% 4,537 |
| 2020年 | 42.7% 4,761 | 55.9% 6,233 |
| 2016年 | 39.6% 3,782 | 57.3% 5,477 |
| 2012年 | 30.8% 2,540 | 67.1% 5,538 |
| 2008年 | 38.5% 3,315 | 59.7% 5,138 |
| 2004年 | 40.9% 3,394 | 57.8% 4,804 |

2013年新泽西州大选时共和党候选人克里斯·克里斯帝获得50.4%的选票（1960张），民主党候选人获得48.0%（1865张选票），其他候选人获得1.6%（63张）。市内1万2609名登记选民中3960人投票，其中72票无效，投票率为31.4%。2009年新泽西州选举时民主党候选人喬恩·科爾津获得2428张选票（54.1%，县48.0%），共和党人克里斯·克里斯帝获得1796张选票（40.0%，县45.8%），无党派人士获得27张选片（0.6%，县0.5%），市内1万2282名选民共投票4490张，投票率为36.6%（县50.0%）。

## 教育
加菲尔德公共学校接受从幼儿园到十二年級的学生。根据法庭判决加菲尔德的教育区里要求州政府担负区内所有学校的建筑和改造费用。
2020年到21年学年教育区内有12座学校，4713名学生和438.1名教师，学生对教师的比例为10.8：1。
所有加菲尔德记忆伯根县公共学校的学生都有权利参加伯根县技术学校的二级教育课程，伯根县有三座这样的技术学校。学生可以是全时也可以是兼职参加课程。
2006年9月开设的伯根艺术和科学学校接受区内公共学校以及哈肯萨克和洛迪的学生。该校小学和中学（至第8年级）位于加菲尔德，高校（9到12年级）位于哈肯萨克。2018年/19年学年中该学校有1163名学生和83.0名教师，学生对教师的比例为14.0：1。

## 急救服务

### 警察
加菲尔德警察局在加菲尔德市内提供急救和保护服务。警察局有66名警察。

### 消防队
加菲尔德消防队是一个全志願消防隊。它1893年7月17日成立。消防队有150名训练有素的消防員，分配在5座消防所。救火队有三支车辆组，一支急救组和一支梯子组。此外他们还有一支危险物品队、一条水上救援船。

## 交通

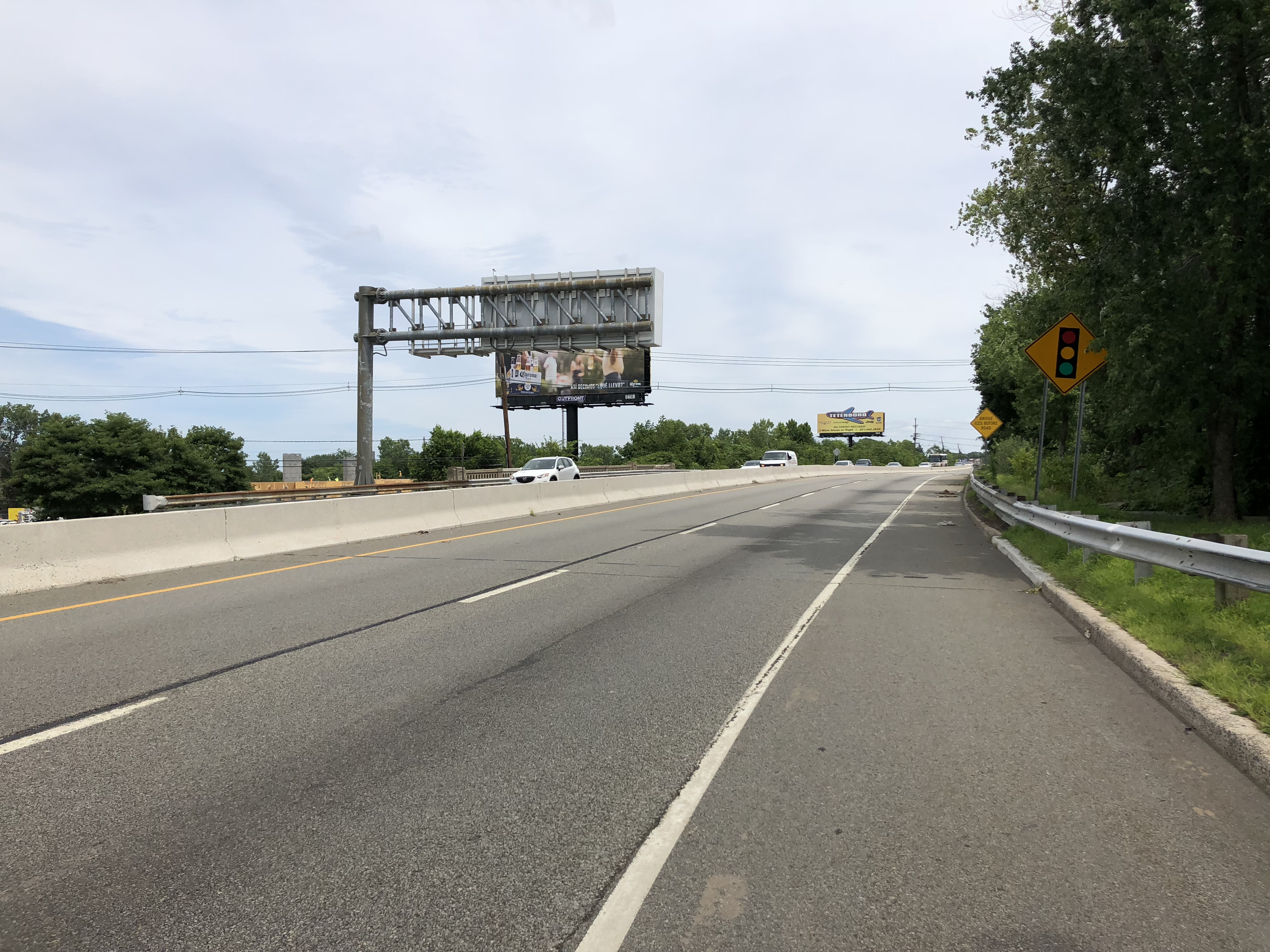
46号美国国道向东通过加菲尔德

### 公路和高速公路
2010年5月时加菲尔德市内共有公路79.24千米，其中68.67千米有市维护，10.36千米由伯根县维护，0.21千米由新泽西州交通部维护。
46号美国国道和507号新泽西州道通过加菲尔德。帕塞伊克河上有5座桥梁。

### 公共交通
新泽西交通的伯根县线停靠加菲尔德车站和薩德爾布魯克边界上的普劳德维尔车站，这条线路连接霍博肯總站，在锡考克斯枢纽可以转车去曼哈頓中城的紐約賓夕法尼亞車站以及新泽西交通的大多数其它线路。
新泽西交通在加菲尔德的公共汽车服务包括去往曼哈顿中城紐新港務局客運總站的160和161路以及4条市内路线。

## 名人
出生于、居住于加菲尔德或者与加菲尔德有紧密关系的名人有：
- 安東尼·亞歷山德里尼（1921年-1988年），爵士乐钢琴家[62]

- 邁克爾·J·波拉德（1939年-2019年），演员和喜剧演员，以《我倆沒有明天》中的演出成名，受奥斯卡最佳男配角奖提名

## 文献
- 《Municipal Incorporations of the State of New Jersey (according to Counties)》，Division of Local Government, Department of the Treasury (New Jersey)；1958年12月1日
- Clayton, W. Woodford; and Nelson, Nelson. History of Bergen and Passaic Counties, New Jersey, with Biographical Sketches of Many of its Pioneers and Prominent Men. Philadelphia: Everts and Peck, 1882.
- Harvey, Cornelius Burnham (ed.), Genealogical History of Hudson and Bergen Counties, New Jersey. New York: New Jersey Genealogical Publishing Co., 1900.
- Van Valen, James M. History of Bergen County, New Jersey. New York: New Jersey Publishing and Engraving Co., 1900.
- Westervelt, Frances A. (Frances Augusta), 1858–1942, History of Bergen County, New Jersey, 1630–1923, Lewis Historical Publishing Company, 1923.